# Philander C. Knox

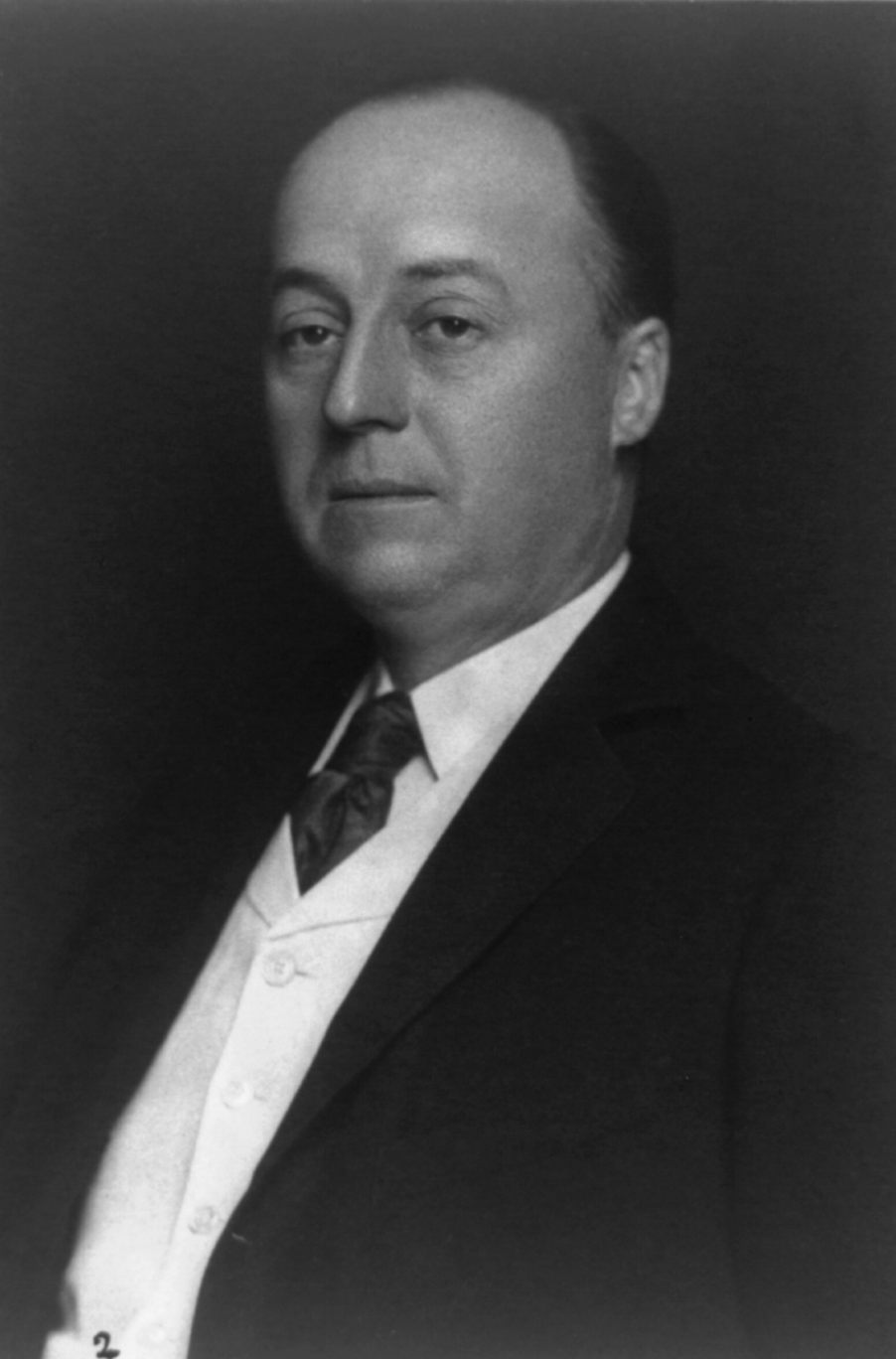
Philander Chase Knox

Philander Chase Knox (* 6. Mai 1853 in Brownsville, Pennsylvania; † 12. Oktober 1921 in Washington, D.C.) war ein amerikanischer Jurist und Politiker. Er war Justizminister (Attorney General), Senator und Außenminister (Secretary of State) der Vereinigten Staaten von Amerika.
1872 schloss Philander Knox sein Studium am Mount Union College ab. Er wurde drei Jahre darauf als Rechtsanwalt zugelassen, 1876 stellvertretender Bundesstaatsanwalt (Assistant United States Attorney) für den westlichen Distrikt von Pennsylvania und gründete 1877 seine Kanzlei Knox & Reed (heute Reed Smith) in Pittsburgh. 1897 wurde er Präsident der Anwaltskammer in Pennsylvania (Pennsylvania Bar Association). Als Rechtsberater für die Carnegie Steel Company zeichnete er hauptverantwortlich für die Gründung der United States Steel Corporation.
In den Kabinetten der Präsidenten William McKinley und Theodore Roosevelt bekleidete Knox jeweils das Amt des Justizministers. 1904 berief ihn der Gouverneur von Pennsylvania, Samuel Pennypacker, als Nachfolger des verstorbenen Matthew Quay in den US-Senat, wo er bis zum 4. März 1909 verblieb. Von 1909 bis 1913 war er unter Präsident William Howard Taft Außenminister der Vereinigten Staaten. In dieser Position reformierte er die Abteilungen des Außenministeriums und machte sich besonders um den Schutz von amerikanischen Auslandsinvestitionen verdient.
Nach dem Ende seiner Amtszeit im Kabinett Taft saß er bis zu seinem Tod 1921 für die Republikaner noch einmal im US-Senat.